# Reich der Gansu-Uiguren
Das Reich der Gansu-Uiguren war ein Reich der Uiguren in Gansu, das sich 902 bildete und bis 1130 bestand. Es wird auch Kan-Chou-Staat genannt.

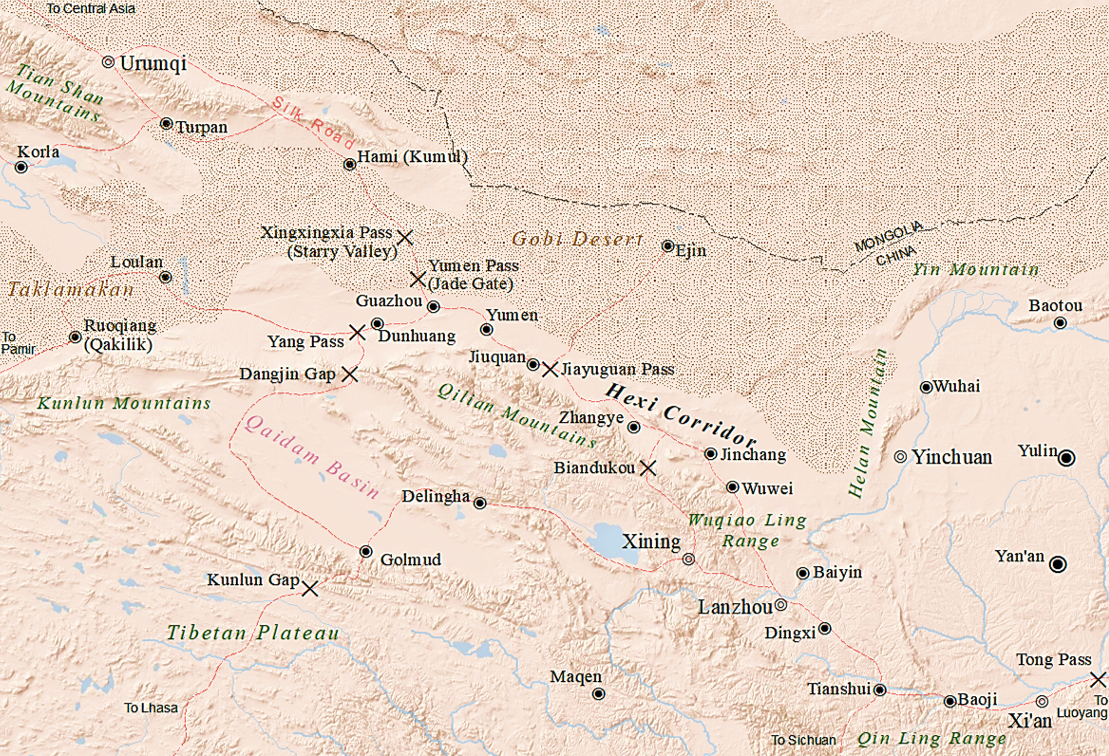
Ortschaften im und um den Gansu- oder Hexi-Korridor

## Vorgeschichte

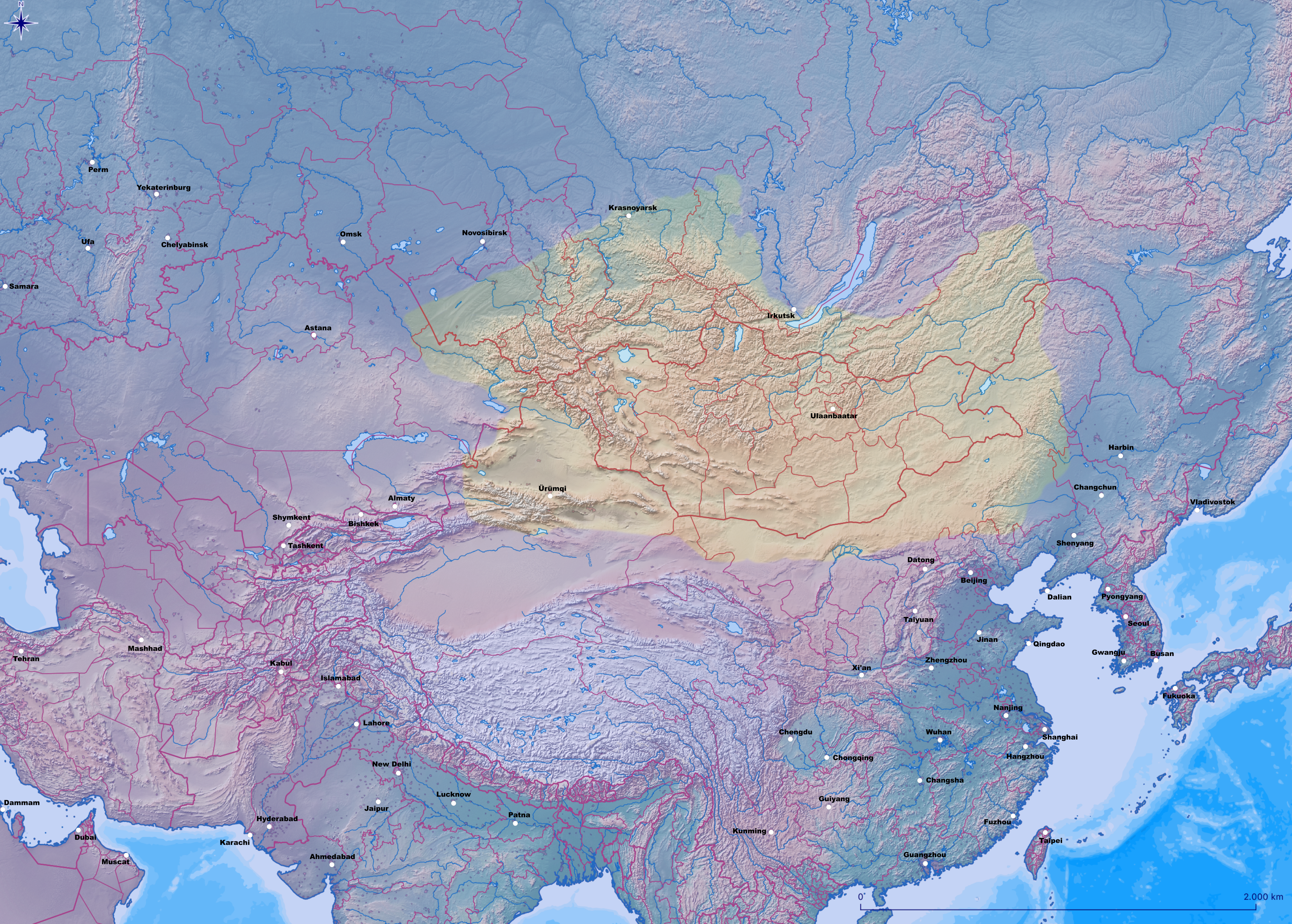
Versuch einer Darstellung des Einflussbereichs der Kirgisen im 9. Jahrhundert. –
Die Kirgisen gründeten nie ein Steppenreich wie das uigurische, das sie zerschlagen hatten

Im Jahr 840 vernichteten die Kirgisen das Uigurische Kaganat. Kurz darauf endete das tibetische Reich und Tang-Chinas Abstieg begann - es zerfiel 907 endgültig. Die siegreichen Kirgisen hingegen gründete niemals ein Steppenreich wie das der Uiguren. Aus dieser Zeit des politischen Vakuums, in der der uigurische Stammesverband auseinanderfiel und viele Stämme aus der Region abwanderten und einige neue Staaten gründeten, sind der Geschichtswissenschaft nur wenige historische Aufzeichnungen bekannt, und die chinesischen Aufzeichnungen als einzige Quellen der Ereignisse blieben unvollständig.
Nach der Niederlage 840 flohen die meisten Uiguren nach Südwesten und verteilten sich auf die Oasenstädte rund um die Taklamakan-Wüste, wo sie bereits Handelsbeziehungen entlang der alten Seidenstraße unterhalten hatten. Viele zogen in die Stadtstaaten Turpan, Kocho, Bešbalıq und Kuqa sowie in die Städte des Gansu-Korridors, letztere wurden „Gelben Yuguren“ genannt. Die Uiguren wurden nun endgültig sesshaft, vermischten sich mit ihren Nachbarn, übernahmen die Stadtkultur und lehnten eine Rückkehr in die mongolische Steppe ab. Weitere Gruppen zogen weiter nach Westen ins Tschu-Tal und nach Kaschgar und siedelten dort zusammen mit Karluken. Turpan entwickelte sich zur neugegründeten Hauptstadt der diasporischen Uiguren und Kaschgar zu einem ihrer bedeutendsten Handelszentren. Mit der Besiedlung ihrer neuen Siedlungsräume in der Turpan-Oase und im Gansu-Korridor waren die Uiguren das erste alttürkische Volk Zentralasiens, das vollständig die sesshafte Lebensweise übernahm.
Die abgewanderten Uiguren gründeten schließlich zwei neue Staaten: Das Reich der Gansu-Uiguren und das Reich von Kocho. Beide unterschieden sich von dem vorherigen Steppenreich des Uigurischen Kaganats, da ihre Grundlage nicht in ausgedehnten Weideflächen bestand, sondern in besiedelten Oasengebieten.

## Das Reich der Gansu-Uiguren
Im Jahr 902 kam Kan-chou (Gansu, Chang-yi) im Gansu-Korridor unter die Herrschaft der Yaglaqar und wurde zu einem uigurischen Zentrum. Die südwärts nach Gansu abgewanderten Uiguren bewahrten wie die Verwandten im Tarimbecken ihre während des Orchon-Kaganats begonnenen Traditionen. Diese von den Yaglaqar geführten Gansu-Uiguren erlangten schließlich die Kontrolle über die wichtigsten chinesischen Karawanen- oder Handelsrouten in den Westen, wobei sie von den unsteten Verhältnissen in China profitierten.
Sie erhielten auch ihre guten Beziehungen zum Hof der Tang-Dynastie bis zu dessen Ende im Jahr 907 aufrecht und setzten sie auch mit einer Reihe von Nachfolgerstaaten wie den Kitan fort, die Nordchina bis zur Gründung der Song-Dynastie im Jahr 960 besetzten. Mehrere Führer der Gansu-Uiguren erhielten von einigen dieser Herrscher kaiserlich-chinesische Titel. 911 eroberte der unter dem chinesischen Namen Renmei bekannte Anführer der Gansu-Uiguren Dunhuang. 924 erhielt er vom Kaiser der Späteren Tang-Dynastie einen kaiserlich-chinesischen Titel und wurde als Yingyi Qağan bezeichnet. Auch sechs nachfolgenden Qağans in Gansu wurden kaiserlich-chinesische Titel verliehen. Die Gansu-Uiguren wurden auch gegenüber den Kitan (chin.: Liao) im 10. und 11. Jahrhundert tributpflichtig, die als erster halbnomadischer Staat unmittelbar nach dem Ende der Tang Teile Nordchinas regierten. Einen wichtigen Aspekt dieser Beziehungen stellte der kommerzielle Austausch dar, bei dem die Uiguren als Gegenleistung für ihren „Tribut“, den sie in Form von Pferden, Kamelen, Jade, Bernstein, Wollwaren und exotischen Tieren wie Pfauen entrichteten, als „Geschenk“ Seide erhielten.
Diese Tributbeziehung wurde auch 1028 mit der Annexion der Hauptstadt der Gansu-Uiguren durch die Tanguten übernommen, die 1036 weitere uigurische Gebiete des Gansu-Korridors übernahmen und 1038 ihren eigenen Staat Groß-Xia gründeten.
Trotz ihrer Übernahme in den Xia-Herrschaftsbereich der Tanguten pflegten die Gansu-Uiguren im 12. Jahrhundert auch mit dem nachfolgenden Nomadenstaat, der einen Teil Nordchinas besetzte, der Jin-Dynastie der Jurchen, gute Beziehungen.
Auch die Aufzeichnungen der Song belegen gute Beziehungen zu den Gansu-Uiguren, doch richtete die Song-Dynastie ihr Hauptaugenmerk vor allem auf das uigurische Königreich im Tarimbecken.
In den frühen 1130er Jahren fielen die Gansu-Uiguren und angrenzenden Gebiete des Karachaniden-Ostturkistan in den Machtbereich der Kara Kitai. Die Abfolge der Ereignisse und der tatsächliche Umfang der Macht der Kara Kitai ist wissenschaftlich nicht geklärt.